# ژان فرهین (دوچرخه‌سوار)
ژان فرهین (انگلیسی: Jean Verheyen؛ زادهٔ ۲۲ دسامبر ۱۸۹۶) دوچرخه‌سوار اهل بلژیک است.